# Nelson Chamisa

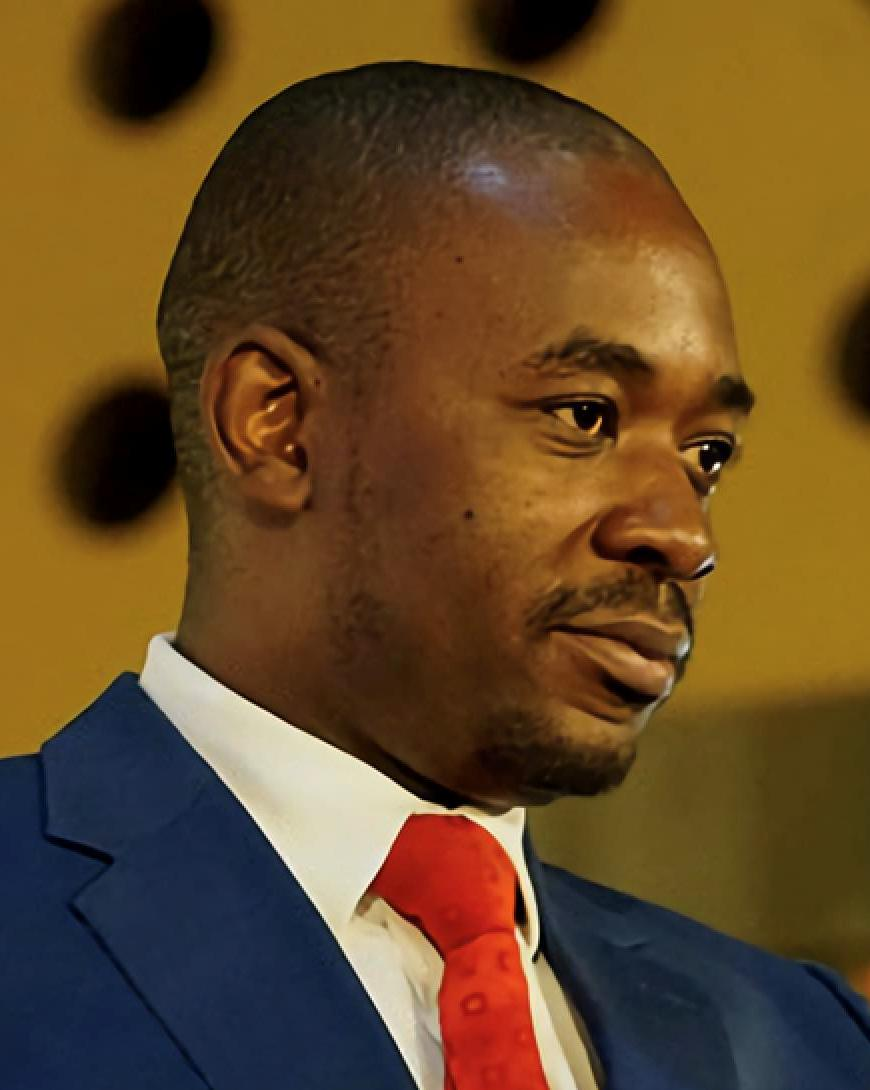
Nelson Chamisa, 2019

Nelson Chamisa (* 2. Februar 1978 in Masvingo, Rhodesien) ist ein simbabwischer Rechtsanwalt und Politiker, er war Vorsitzender der Citizens’ Coalition for Change (CCC) und Mitglied der Nationalversammlung für den Wahlbezirk Kuwadzana East in der Hauptstadt Harare. Chamisa war Präsidentschaftskandidat der MDC-Allianz bei den Wahlen 2018 sowie für die CCC bei der darauffolgenden Wahl im Jahr 2023. Bei beiden Wahlen erreichte er mehr als 40 % der Stimmen und wurde jeweils Zweitplatzierter hinter Emmerson Mnangagwa von der ZANU-PF.

## Leben
Nach dem Abitur absolvierte Nelson Chamisa eine Ausbildung am Harare Polytechnic, wo er sich in der Studentenpolitik engagierte, als er 1998 in seinem ersten Jahr als Leiter der Studentenvertretung aktiv wurde. Aufgrund seines studentischen Engagements und als Anführer einer Demonstration gegen die Regierung wurde er vom College entlassen.
Seit er 1998 er zum Generalsekretär der Zimbabwe National Students Union (ZINASU) gewählt wurde, gründete Nelson Chamisa mit seinen Kollegen Büros im ganzen Land.
Chamisa hat einen Bachelor-Abschluss in Politikwissenschaften und Öffentlicher Verwaltung und einen Bachelor of Laws der University of Zimbabwe. 2016 erwarb er einen Abschluss in Theologie.
Chamisa ist verheiratet und hat eine Tochter.

## Politische Laufbahn
1999 war Chamisa Gründungsmitglied des MDC und wurde Vorsitzender der Jugendorganisation der Partei. Im Jahr 2003 wurde Nelson Chamisa im Alter von 25 Jahren zum jüngsten Parlamentsmitglied der MDC. Sein Mentor war der im Februar 2018 verstorbene Morgan Tsvangirai.
Als 2007 gegen die Opposition vorgegangen wurde und er auf dem Weg zu einer Konferenz in Europa war, wurde Chamisa am Flughafen Harare von Staatssicherheitsagenten zusammengeschlagen, wobei er sich den Schädel brach. 2009 wurde er zum jüngsten Minister bei der Einführung einer parteiübergreifenden Regierung ernannt, die bis 2013 bestand. Er ist der derzeitige Vertreter des Wahlkreises Kuwadzana East im Nationalparlament.
Er ist unter jungen Wählern und Arbeitslosen populär. Bei der Wahl 2018 waren 43,5 % der registrierten Wähler unter 35 Jahre alt, so dass deren Abstimmungsverhalten eine Schlüsselrolle spielte. Er unterlag jedoch dem amtierenden Präsidenten Emmerson Mnangagwa. Anschließend behauptete er, dass das Wahlergebnis gefälscht sei, konnte dies aber vor Gericht nicht belegen. Bei Protesten gegen das Wahlergebnis wurden sechs seiner Anhänger von Soldaten erschossen. Im November 2018 wehrte sich Chamisa vor einer von Kgalema Motlanthe geleiteten Untersuchungskommission gegen den Vorwurf, er habe zu den Protesten aufgerufen.
2019 wurde Chamisa als Parteivorsitzender wiedergewählt.
Im Oktober 2021 verurteilte ihre politische Partei einen neuen Angriff auf ihren Führer Nelson Chamisa, der unversehrt davonkam, nachdem er am Vortag nach einer politischen Kundgebung in seinem Auto angeschossen worden war.
Bei den Präsidentschaftswahlen 2023 galt er erneut als aussichtsreicher Gegenkandidat zu Amtsinhaber Mnangagwa, verlor jedoch ebenso wie bei der vorherigen Wahl. Er erreichte 44 % der Stimmen. Die Rechtmäßigkeit der Wahl wurde auch hier von Opposition und internationalen Beobachtern angezweifelt.
Am 25. Januar 2024 gab er, nur zwei Jahre nach der Gründung, seinen Austritt aus der Partei bekannt. Er wirft der regierenden ZANU-PF vor, die Partei in einem Machtkampf übernommen zu haben. Chamisa beschuldigt die ZANU-PF, die Gerichte zu nutzen, um die Opposition zu schwächen, was zur de-facto Übernahme der CCC durch die Regierungspartei führte. Er deutete an, eine neue Oppositionsbewegung zu gründen, gab jedoch bisher keine Details über seine nächsten Schritte bekannt. Am 28. Januar 2024 gab er in einem Beitrag auf der Plattform X bekannt, dass nach seinem Rücktritt Todesdrohungen gegen ihn eingegangen seien. Weitere Details nannte er nicht. Der stellvertretende Polizeisprecher Paul Nyathi teilte mit, sein Büro habe keine Kenntnis von entsprechenden Morddrohungen.